# مارغريت من لورين
مارغريت من لورين (بالفرنسية: Marguerite de Lorraine)‏ (قلعة فودمونت، لورين؛ 1463 - 2 نوفمبر 1521؛ أرنتان، نورماندي) كانت دوقة ألونسون القرينة وراهبة من رتبة الفقراء، تم تطويبها في 1921.

## الزواج والأطفال
كانت مارغريت أصغر بنات فريدريك الثاني كونت فوديمونت ويولاند من أنجو، دوقة لورين، فقدت والدها في سن السابعة، وترعرعت في آكس أون بروفانس مع جدها رينيه دي أنجو، توفي هذا الأخير في عام 1480 وبذلك أُعيدت إلى لورين إلى شقيقها رينيه الثاني، الذي رتب زواجها لاحقا من رينيه، دوق ألونسون فتزوجا في تول في 14 مايو 1488. 
كان لـ مارغريت ورينيه ثلاثة أطفال:-
1. شارل الرابع دي ألونسون (1489-1525)، متزوج من مارغريت من أنغوليم؛ ليس لديهم أبناء.
2. فرانسواز، دوقة بومونت (1490- 14 سبتمبر 1550)، تزوجت أولاً في 1505 من فرانسوا، دوق لونيفيل؛ ثم تزوجت ثانياً في 1513 من شارل دي بوربون، دوق فندوم؛ لديهم ثلاثة عشر طفلاً.
3. آن دي ألونسون، ليدى لا غرش (30 أكتوبر 1492- 18 أكتوبر 1562)؛ تزوجت في 1508، غولييلمو التاسع باليولوج، ماركيز مونفيراتو؛ لديهم ثلاثة أطفال.

## الترمل
بعد وفاة زوجها في 1492 قامت بإدارة الدوقية وتعليم أبنائها الصغار، وعندما أصبحت مرتاحة من الواجبات التي فرضت عليها؛ تقاعدت في دير النسائي يتبعون تبجيل القديسة إيزابيل، وفي وقت لاحق ذهبت إلى أرنتان وجلبت معها بعض الراهبات وأسست هناك دير بإذن من البابا ليقوم بتبجيل سانت كلارا، وبقيت في هذا الدير حتى توفيت فيه في 1521، ودفنت في كنيسة سان جيرمان دي أرنتان.